# Centrum leteckého výcviku
Centrum leteckého výcviku (CLV) Pardubice je civilní subjekt, který je součástí státního podniku LOM Praha, jehož zakladatelem je Ministerstvo obrany České republiky. Od dubna 2004 zajišťuje komplexní výcvik pilotů Vzdušných sil Armády České republiky.
CLV působí především z vojenského letiště Pardubice. K hangárování letecké a vrtulníkové techniky slouží velké zodolněné úkryty letounů (tzv. ÚLy) u staré řídící věže, v nichž byly původně umístěny bitevní letouny Suchoj Su-25 30. bitevního leteckého pluku (1985–1994). V případě výluky domovského letiště jsou pro letový výcvik využívány také letiště Přerov a 21. základna taktického letectva u Čáslavi.

## Historie

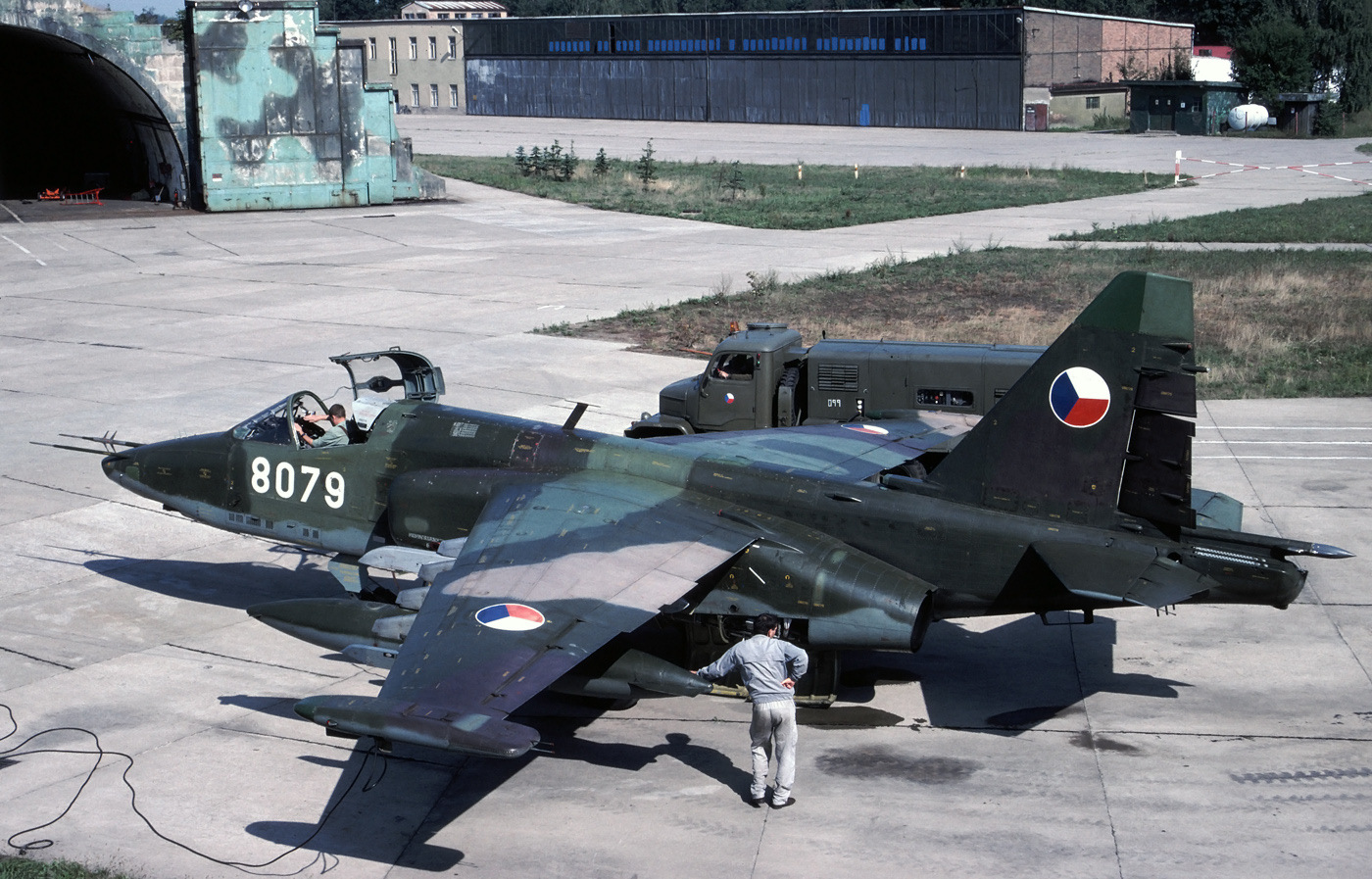
Suchoj Su-25 na pardubickém letišti v roce 1994.

Na pardubickém letišti se od roku 1994 nacházela 34. základna školního letectva, od roku 2000 přejmenovaná na 34. základnu speciálního letectva, která byla koncem listopadu 2003 zrušena. Centrum leteckého výcviku státního podniku LOM Praha zahájilo svou činnost 1. dubna 2004 se dvěma vrtulníky Mil Mi-2. Po svém vzniku převzalo CLV většinu techniky bývalé základny speciálního letectva.
V červenci 2020 se jedním z instruktorů CLV Pardubice stal Martin Šonka, bývalý stíhací a poté akrobatický pilot.
Kromě českého letectva využili služeb CLV také zahraniční zájemci – Polsko, Afghánistán, Gruzie, Irák, Nigérie či Burkina Faso.

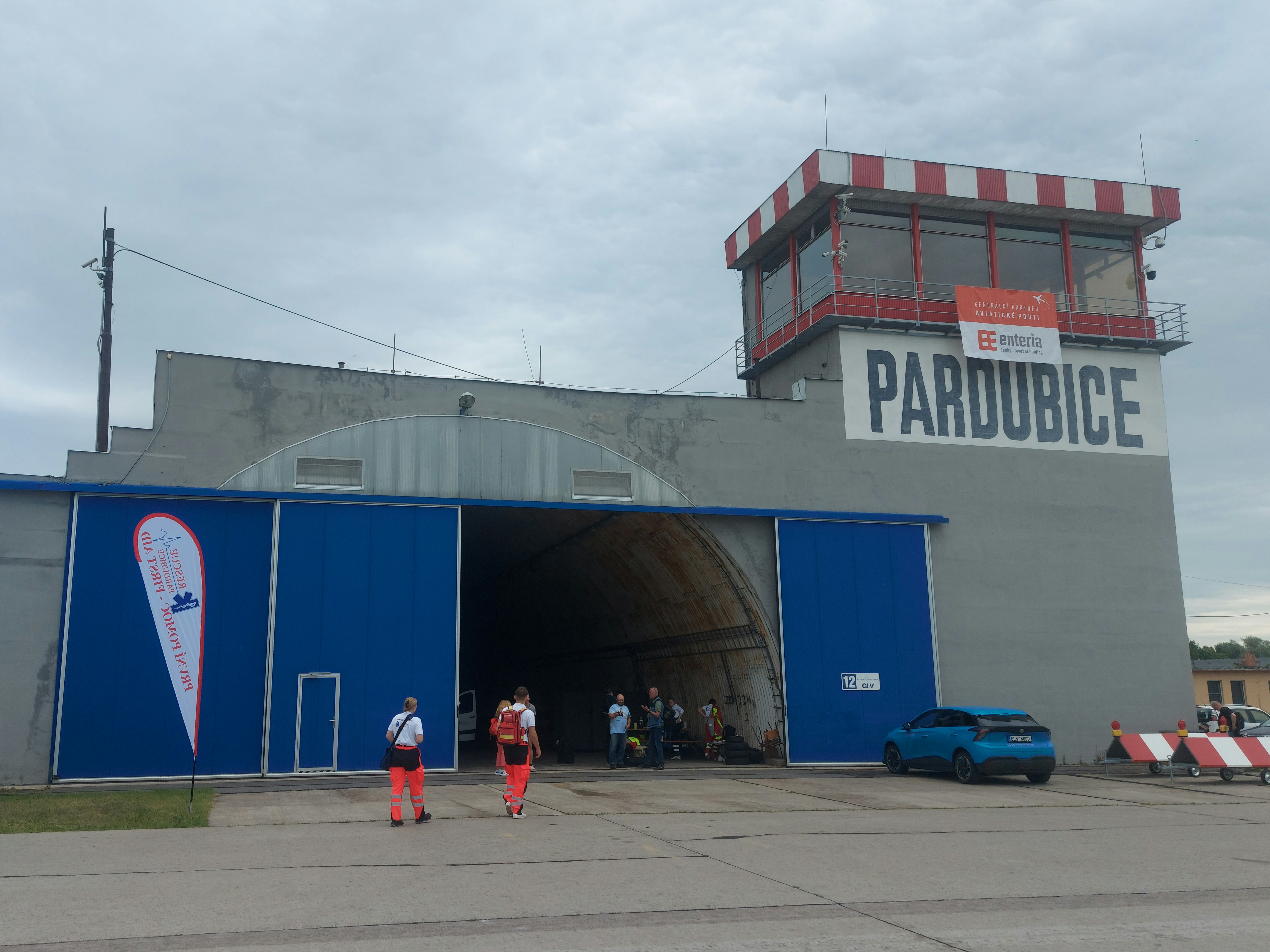
Úkryt letadel se starou řídící věží využívaný Centrem leteckého výcviku

Na základě pozitivní zkušenosti s výcvikem spojeneckých pilotů schválila Severoatlantická aliance na svém summitu v Chicagu v květnu 2012 vznik výcvikového vrtulníkového centra v České republice. Společný projekt Česka, Slovenska, Chorvatska, Maďarska a USA je realizován v rámci takzvané chytré obrany čili sdílení obranných kapacit mezi aliančními zeměmi. Centrum mnohonárodnostního výcvikového střediska vrtulníků (MATC) se mělo nacházet přímo v Pardubicích, ale vzhledem k problémům se zvukovými limity se počítalo s využitím bývalé 23. základny vrtulníkového letectva u Přerova.
Během 12 let od roku 2011 se v taktickém simulačním centru CLV Pardubice uskutečnilo přibližně 200 kurzů pro piloty AČR a ostatních států NATO s průměrnou účastí 9 pilotů na jeden kurz. Výcvik v Centru leteckého výcviku od jeho vzniku do konce března 2024 absolvovalo 378 letců Vzdušných sil AČR a 209 pilotů ze zahraničí, přičemž nálet letadel CLV dosáhl 94 010 hodin.

## Technika

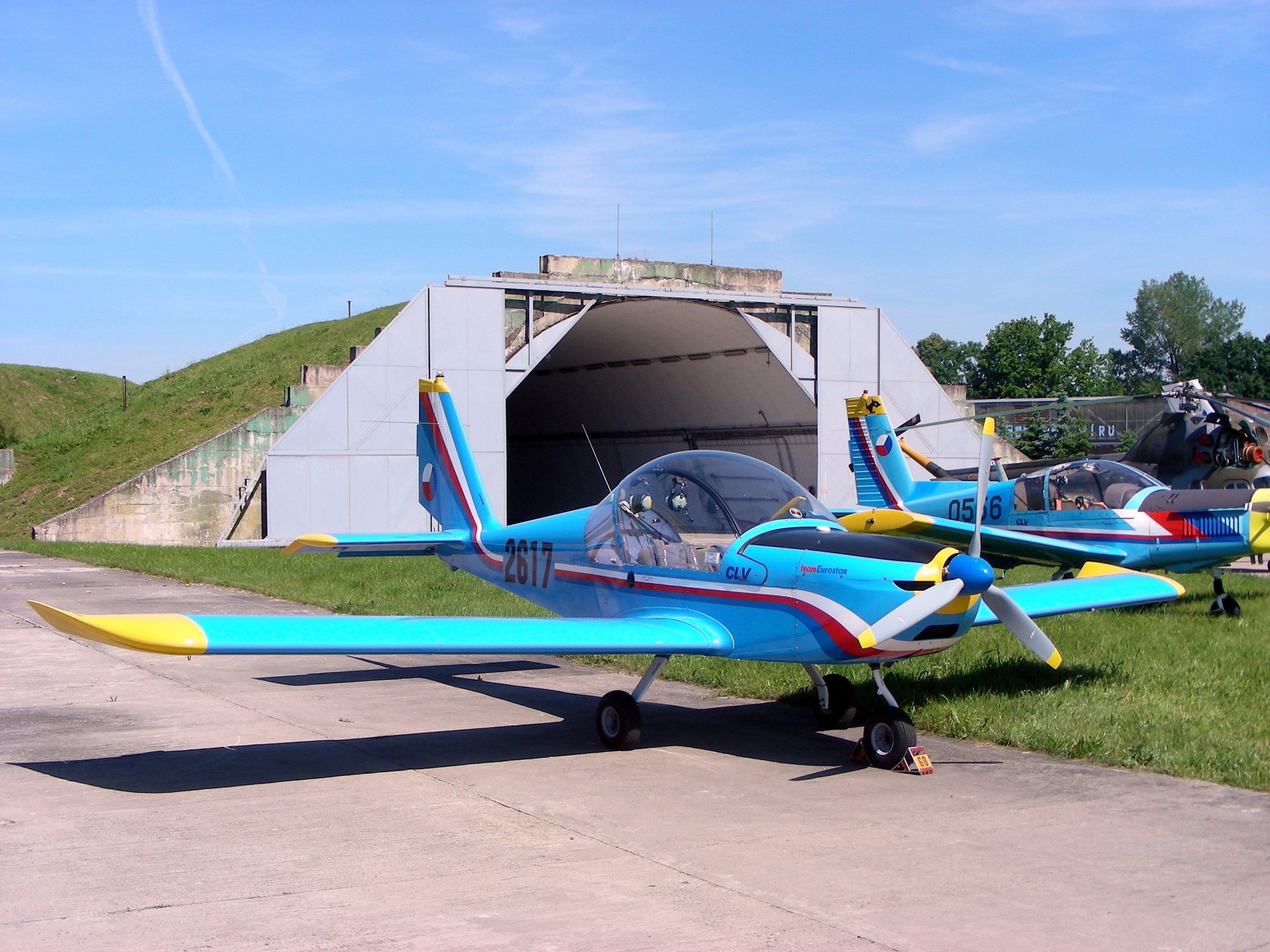
EV-97, Z-142 a Mi-2 před zodolněným úkrytem letadel

Letadla CLV používaná k výcviku vojenských pilotů jsou zapsána ve vojenském leteckém rejstříku spravovaném Odborem dohledu nad vojenským letectvím Ministerstva obrany České republiky. Letoun Zlín Z-43 určený k doplňkovému civilnímu výcviku je registrovaný v civilním leteckém rejstříku vedeném Úřadem pro civilní letectví (jako OK-WOI). Zlín Z-142C s imatrikulací OK-PNE byl na podzim 2023 převeden z civilního do vojenského rejstříku, kde mu bylo přiděleno trupové číslo 0513.
Centrum má k dispozici cvičné letouny EV-97, Z-142 a L-39C, transportní stroje L-410 a vrtulníky Enstrom 480 a Mi-17. Jejich standardní kamufláž je zvýrazněna žlutými doplňky, zatímco další stroje obdržely modrý nátěr.
Provoz posledního letuschopného stroje Mi-2 trupového čísla 0711 byl definitivně ukončen k 31. lednu 2023.
Na leteckém veletrhu v Paříži v červnu 2015 zástupci společnosti Aero Vodochody oznámili, že by se Centrum leteckého výcviku mělo stát prvním zákazníkem modernizačního programu L-39NG. Sedm letounů L-39C provozovaných CLV bude vybaveno novým motorem Williams International FJ44-4M a avionikou z projektu L-39NG. LOM Praha rovněž získal opci na pořízení nově vyrobených letounů L-39NG. CLV také realizuje obměnu strojového parku svých cvičných vrtulníků, což vedlo k objednávce šesti vrtulníků Enstrom 480B-G jako náhrady stejného počtu vrtulníků Mi-2. První dva Enstromy přistály v Pardubicích dne 20. června 2018.
Dne 14. listopadu 2022 byla podepsána smlouva na dodávku 4 nových letounů Aero L-39NG Skyfox s opcí na další 4 stroje. Součástí dodávky je i výstavba nového simulačního centra. První dva nové stroje byly dodány počátkem roku 2025.
V rámci obnovy techniky byla dne 28. ledna 2025 podepsána smlouva na pořízení dvou letounů Zlin Z-143 LSi a šesti Z-242 L, které postupně nahradí používané Zliny Z-142C.

### Seznam
| Letoun                         | Původ          | Typ                  | Verze (místní označení) | Ve službě | Určení                                                                                             |                    |
| Cvičné letouny                 |                |                      |                         |           | |                    |
| Aero L-39 Albatros             | Československo | cvičný letoun        | L-39C                   | 7         | Základní a pokračovací výcvik.                                                                     | Aero L-39 Albatros |
| Aero L-39 Skyfox               | Česko          | cvičný letoun        |                         | 2         | Základní a pokračovací výcvik.                                                                     | Aero L-39NG        |
| Zlin Z-142                     | Česko          | cvičný letoun        | Z-142C AF Z-142C        | 8 1       | Základní a testovací výcvik.                                                                       | Zlín Z-142         |
| Zlín Z-43                      | Česko          | cvičný letoun        | Z-43                    | 1         | Doplňkový civilní výcvik.                                                                          | Zlín Z-43          |
| Evektor EV-97                  | Česko          | cvičný letoun        | EV-97R                  | 1         | Výcvik instruktorů CLV.                                                                            | Evektor EV-97      |
| Dopravní a transportní letouny |                |                      |                         |           | |                    |
| Let L-410 Turbolet             | Československo | transportní letoun   | L-410UVP                | 1         | Výcvik pilotů a přeprava osob a nákladů na krátké vzdálenosti.                                     | Let L-410 Turbolet |
| Vrtulníky                      |                |                      |                         |           | |                    |
| Enstrom 480                    | USA            | víceúčelový vrtulník | 480B-G 480B             | 8 1       | Základní a pokračovací výcvik pilotů. Ev. č. 0473, 0474, 0459, 0460, 0484, 0485, 0515, 0516, 0522. | Enstrom 480        |
| Mil Mi-17                      | SSSR           | transportní vrtulník | Mi-17                   | 3         | Pokračovací výcvik pilotů a přeprava osob a nákladů.                                               | Mil Mi-17          |